# San Pelayo de Guareña
San Pelayo de Guareña ist eine kleine westspanische Gemeinde (municipio) in der Provinz Salamanca in der Autonomen Gemeinschaft Kastilien-León. 2024 hatte die Gemeinde 92 Einwohner. Neben dem Hauptort San Pelayo de Guareña gehören die Ortschaften Cañedo de las Dueñas und Espino Rapado zur Gemeinde.

## Geographie
San Pelayo de Guareña befindet sich etwa 25 Kilometer nordwestlich vom Stadtzentrum der Provinzhauptstadt Salamanca in einer Höhe von 815 m. 

## Bevölkerungsentwicklung
| Jahr      | 1900 | 1920 | 1950 | 1970 | 1981 | 1991 | 2001 | 2011 | 2021 |
| Einwohner | 297  | 293  | 314  | 132  | 106  | 131  | 103  | 101  | 96   |

## Sehenswürdigkeiten
- Pelagiuskirche (Iglesia de San Pelayo)